# TOKYO FM 45th Anniversary Special〜Your Voice, Your Music〜
『TOKYO FM 45th Anniversary Special〜Your Voice, Your Music〜』（トウキョウエフエム・フォーティーフィフスアニバーサリースペシャル ユア・ヴォイス・ユア・ミュージック）はTOKYO FM(エフエム東京)が、2015年4月29日に開局45周年を記念して放送した開局記念特別番組。

## 概要
2015年4月26日に開局45周年を迎えたが、この日は日曜日でローカル編成として放送する時間が限られることから、近々の祝日である29日にホリデースペシャル扱いで9:00 - 20:55に放送された。
渋谷区にあるTOKYO FM渋谷スペイン坂スタジオを中心に、スタジオとすぐそばのスペイン坂広場で公開生放送やイベントを行った。

スタジオからの生放送は、平日のワイド番組のパーソナリティが総シャッフル＆リレー形式で「リスナーが愛したLOVE SONG」をキーワードとしたリクエスト曲を流したほか、週末に放送される番組を中心としたスピンオフ番組が放送された。
また、スタジオ傍の広場では「80.Love Festival」（ラブフェス）と題して平日ワイドの各パーソナリティが趣向を凝らした触れ合いイベントが開催された。

## TIME TABLE
|       | STUDIO Personality Guest                                                                        | STUDIO Spinoff Program | 80.Love Festival                                                        |
| 9:00  | 住吉美紀（Blue Ocean） LOVE（LOVE CONNECTION）                                                  | 「twilight music Holiday Edition」（島村仁）70年代刺激強めのナンバー投票 「木村拓哉のWhat's UP SMAP!」（木村拓哉）スピンオフ 「TOYOTA Athlete Beat」（藤木直人）スピンオフ                 |                                                                         |
| 9:30  | 住吉美紀（Blue Ocean） LOVE（LOVE CONNECTION）                                                  | 「twilight music Holiday Edition」（島村仁）70年代刺激強めのナンバー投票 「木村拓哉のWhat's UP SMAP!」（木村拓哉）スピンオフ 「TOYOTA Athlete Beat」（藤木直人）スピンオフ                 |                                                                         |
| 10:00 | 住吉美紀（Blue Ocean） LOVE（LOVE CONNECTION）                                                  | 「twilight music Holiday Edition」（島村仁）70年代刺激強めのナンバー投票 「木村拓哉のWhat's UP SMAP!」（木村拓哉）スピンオフ 「TOYOTA Athlete Beat」（藤木直人）スピンオフ                 |                                                                         |
| 10:30 | 住吉美紀（Blue Ocean） LOVE（LOVE CONNECTION）                                                  | 「twilight music Holiday Edition」（島村仁）70年代刺激強めのナンバー投票 「木村拓哉のWhat's UP SMAP!」（木村拓哉）スピンオフ 「TOYOTA Athlete Beat」（藤木直人）スピンオフ                 | 【中西哲生のクロノス】 中西哲生とテーブルサッカー対決!                  |
| 11:00 | デ ィ ア ・ フ レ ン ズ                                                                         | デ ィ ア ・ フ レ ン ズ | 【中西哲生のクロノス】 中西哲生とテーブルサッカー対決!                  |
| 11:30 | LOVE（LOVE CONNECTION） MiO（シンクロのシティ） ＜Guest＞Chay                                   | 「DI:GA 茂木放送協会」（茂木淳一）スピンオフ 「LOVE UNITED」（今井美樹）スピンオフ 「ベッキー♪ GO LUCKY」（ベッキー）スピンオフ                                                            |                                                                         |
| 12:00 | LOVE（LOVE CONNECTION） MiO（シンクロのシティ） ＜Guest＞Chay                                   | 「DI:GA 茂木放送協会」（茂木淳一）スピンオフ 「LOVE UNITED」（今井美樹）スピンオフ 「ベッキー♪ GO LUCKY」（ベッキー）スピンオフ                                                            | 【Blue Ocean】 ブルー・オーシャンお茶会                                 |
| 12:30 | LOVE（LOVE CONNECTION） MiO（シンクロのシティ） ＜Guest＞Chay                                   | 「DI:GA 茂木放送協会」（茂木淳一）スピンオフ 「LOVE UNITED」（今井美樹）スピンオフ 「ベッキー♪ GO LUCKY」（ベッキー）スピンオフ                                                            | 【Blue Ocean】 ブルー・オーシャンお茶会                                 |
| 13:00 | 齊藤美絵（アポロン★） MiO（シンクロのシティ） 堀内貴之（シンクロのシティ）                      | 「Yuming Chord」（松任谷由実）スピンオフ 「山下達郎のサンデー・ソングブック」（山下達郎）スピンオフ 「twilight music Holiday Edition」（島村仁）80年代刺激強めのナンバー投票               |                                                                         |
| 13:30 | 齊藤美絵（アポロン★） MiO（シンクロのシティ） 堀内貴之（シンクロのシティ）                      | 「Yuming Chord」（松任谷由実）スピンオフ 「山下達郎のサンデー・ソングブック」（山下達郎）スピンオフ 「twilight music Holiday Edition」（島村仁）80年代刺激強めのナンバー投票               | 【LOVE CONNECTION】 LOVE アコースティックミニライヴ＆平井大トークショウ |
| 14:00 | 齊藤美絵（アポロン★） MiO（シンクロのシティ） 堀内貴之（シンクロのシティ）                      | 「Yuming Chord」（松任谷由実）スピンオフ 「山下達郎のサンデー・ソングブック」（山下達郎）スピンオフ 「twilight music Holiday Edition」（島村仁）80年代刺激強めのナンバー投票               | 【LOVE CONNECTION】 LOVE アコースティックミニライヴ＆平井大トークショウ |
| 14:30 | 齊藤美絵（アポロン★） MiO（シンクロのシティ） 堀内貴之（シンクロのシティ）                      | 「Yuming Chord」（松任谷由実）スピンオフ 「山下達郎のサンデー・ソングブック」（山下達郎）スピンオフ 「twilight music Holiday Edition」（島村仁）80年代刺激強めのナンバー投票               |                                                                         |
| 15:00 | とーやま校長（SCHOOL OF LOCK!） 浜崎美保（Skyrocket Company） ＜Guest＞RIP SLYME（ILMARI＆PES） | 「セカオワLOCKS!」（SEKAI NO OWARI）スピンオフ 「松下奈緒 Sound Story」（松下奈緒）スピンオフ 「福山雅治のSUZUKI TALKING F.M.」（福山雅治）スピンオフ                                      | 【アポロン★】 オリジナルバッグデコレーションワークショップ              |
| 15:30 | とーやま校長（SCHOOL OF LOCK!） 浜崎美保（Skyrocket Company） ＜Guest＞RIP SLYME（ILMARI＆PES） | 「セカオワLOCKS!」（SEKAI NO OWARI）スピンオフ 「松下奈緒 Sound Story」（松下奈緒）スピンオフ 「福山雅治のSUZUKI TALKING F.M.」（福山雅治）スピンオフ                                      | 【アポロン★】 オリジナルバッグデコレーションワークショップ              |
| 16:00 | とーやま校長（SCHOOL OF LOCK!） 浜崎美保（Skyrocket Company） ＜Guest＞RIP SLYME（ILMARI＆PES） | 「セカオワLOCKS!」（SEKAI NO OWARI）スピンオフ 「松下奈緒 Sound Story」（松下奈緒）スピンオフ 「福山雅治のSUZUKI TALKING F.M.」（福山雅治）スピンオフ                                      |                                                                         |
| 16:30 | とーやま校長（SCHOOL OF LOCK!） 浜崎美保（Skyrocket Company） ＜Guest＞RIP SLYME（ILMARI＆PES） | 「セカオワLOCKS!」（SEKAI NO OWARI）スピンオフ 「松下奈緒 Sound Story」（松下奈緒）スピンオフ 「福山雅治のSUZUKI TALKING F.M.」（福山雅治）スピンオフ                                      | 【シンクロのシティ】 青空テーマミーティング                             |
| 17:00 | マンボウやしろ（Skyrocket Company） 高橋万里恵（中西哲生のクロノス） ＜Guest＞平原綾香          | 「NISSAN あ、安部礼司〜BEYOND THE AVERAGE」（安部礼司）スピンオフ 「twilight music Holiday Edition」（島村仁）90年代刺激強めのナンバー投票 「EXILE EX-PRESS」（松本利夫）スピンオフ        | 【シンクロのシティ】 青空テーマミーティング                             |
| 17:30 | マンボウやしろ（Skyrocket Company） 高橋万里恵（中西哲生のクロノス） ＜Guest＞平原綾香          | 「NISSAN あ、安部礼司〜BEYOND THE AVERAGE」（安部礼司）スピンオフ 「twilight music Holiday Edition」（島村仁）90年代刺激強めのナンバー投票 「EXILE EX-PRESS」（松本利夫）スピンオフ        |                                                                         |
| 18:00 | マンボウやしろ（Skyrocket Company） 高橋万里恵（中西哲生のクロノス） ＜Guest＞平原綾香          | 「NISSAN あ、安部礼司〜BEYOND THE AVERAGE」（安部礼司）スピンオフ 「twilight music Holiday Edition」（島村仁）90年代刺激強めのナンバー投票 「EXILE EX-PRESS」（松本利夫）スピンオフ        |                                                                         |
| 18:30 | マンボウやしろ（Skyrocket Company） 高橋万里恵（中西哲生のクロノス） ＜Guest＞平原綾香          | 「NISSAN あ、安部礼司〜BEYOND THE AVERAGE」（安部礼司）スピンオフ 「twilight music Holiday Edition」（島村仁）90年代刺激強めのナンバー投票 「EXILE EX-PRESS」（松本利夫）スピンオフ        |                                                                         |
| 19:00 | 齊藤美絵（アポロン★） 中西哲生（中西哲生のクロノス）                                            | 「twilight music Holiday Edition」（島村仁）2000年代刺激強めのナンバー投票 「東京タワー presents DIAMOND VEIL」（金ヶ江悦子）スピンオフ 「桑田佳祐のやさしい夜遊び」（桑田佳祐）スピンオフ | 【Skyrocket Company】 大名刺交換会                                      |
| 19:30 | 齊藤美絵（アポロン★） 中西哲生（中西哲生のクロノス）                                            | 「twilight music Holiday Edition」（島村仁）2000年代刺激強めのナンバー投票 「東京タワー presents DIAMOND VEIL」（金ヶ江悦子）スピンオフ 「桑田佳祐のやさしい夜遊び」（桑田佳祐）スピンオフ | 【Skyrocket Company】 大名刺交換会                                      |
| 20:00 | 齊藤美絵（アポロン★） 中西哲生（中西哲生のクロノス）                                            | 「twilight music Holiday Edition」（島村仁）2000年代刺激強めのナンバー投票 「東京タワー presents DIAMOND VEIL」（金ヶ江悦子）スピンオフ 「桑田佳祐のやさしい夜遊び」（桑田佳祐）スピンオフ |                                                                         |
| 20:30 | 齊藤美絵（アポロン★） 中西哲生（中西哲生のクロノス）                                            | 「twilight music Holiday Edition」（島村仁）2000年代刺激強めのナンバー投票 「東京タワー presents DIAMOND VEIL」（金ヶ江悦子）スピンオフ 「桑田佳祐のやさしい夜遊び」（桑田佳祐）スピンオフ |                                                                         |